# Afriques : comment ça va avec la douleur ?
Pour plus de détails, voir Fiche technique et Distribution.
Afriques : comment ça va avec la douleur ? est un film français documentaire réalisé par Raymond Depardon, sorti en 1996.

## Synopsis
Seul avec sa caméra, Raymond Depardon traverse l'Afrique depuis le Cap de Bonne-Espérance en Afrique du Sud, en s'interrogeant sur la relation entre la douleur et l'image. 

## Fiche technique
- Réalisation et scénario : Raymond Depardon
- Production : Claudine Nougaret
- Photographie : Raymond Depardon
- Montage : Roger Ikhlef
- Son : Raymond Depardon et Claudine Nougaret
- Sociétés de production : Canal+ - Palmeraie et Désert
- Format : couleur - 1.66 - 35 mm

## Commentaires
Au cours de son voyage, Raymond Depardon revient dans le village où il tourna en 1989 La Captive du désert avec Sandrine Bonnaire.